# Pallavolo ai Giochi della XXXII Olimpiade - Qualificazioni al torneo femminile (CSV)
Le qualificazioni sudamericane femminile di pallavolo ai Giochi della XXXII Olimpiade si sono svolte dal 7 al 9 gennaio 2020 a Bogotà, in Colombia: al torneo hanno partecipato quattro squadre nazionali sudamericane e una si è qualificata per i Giochi della XXXII Olimpiade.

## Impianti
|                                                                     |  |  |
|                                                                     |  |  |
| Coliseo El Salitre Città: Bogotà Capienza: 7 000 Anno d'apertura: - |  |  |

## Regolamento

### Formula
Le squadre hanno disputato un'unica fase con formula del girone all'italiana: la prima classificata si è qualificata per i Giochi della XXXII Olimpiade.

### Criteri di classifica
Se il risultato finale è stato di 3-0 o 3-1 sono stati assegnati 3 punti alla squadra vincente e 0 a quella sconfitta, se il risultato finale è stato di 3-2 sono stati assegnati 2 punti alla squadra vincente e 1 a quella sconfitta.
L'ordine del posizionamento in classifica è stato definito in base a:
- Numero di partite vinte;
- Punti;
- Ratio dei set vinti/persi;
- Ratio dei punti realizzati/subiti;
- Risultati degli scontri diretti.

## Squadre partecipanti
| Squadra   | Qualificazione                     |
| --------- | ---------------------------------- |
| Argentina | 4ª al campionato sudamericano 2019 |
| Colombia  | 2ª al campionato sudamericano 2019 |
| Perù      | 3ª al campionato sudamericano 2019 |
| Venezuela | 5ª al campionato sudamericano 2019 |

## Torneo

### Risultati
| 7 gennaio 2020 Coliseo El Salitre, Bogotà Durata: 1h:20 - Spettatori: 6 000 | Argentina | 3 - 0 | Perù      | 26-24, 25-16, 25-18        |
| 7 gennaio 2020 Coliseo El Salitre, Bogotà Durata: 1h:17 - Spettatori: 6 500 | Venezuela | 0 - 3 | Colombia  | 26-28, 18-25, 14-25        |
| 8 gennaio 2020 Coliseo El Salitre, Bogotà Durata: 1h:15 - Spettatori: 6 400 | Argentina | 3 - 0 | Venezuela | 25-19, 25-16, 25-20        |
| 8 gennaio 2020 Coliseo El Salitre, Bogotà Durata: 1h:20 - Spettatori: 6 400 | Perù      | 0 - 3 | Colombia  | 23-25, 12-25, 12-25        |
| 9 gennaio 2020 Coliseo El Salitre, Bogotà Durata: 1h:22 - Spettatori: 6 400 | Perù      | 0 - 3 | Venezuela | 18-25, 22-25, 23-25        |
| 9 gennaio 2020 Coliseo El Salitre, Bogotà Durata: 1h:58 - Spettatori: 6 400 | Argentina | 3 - 1 | Colombia  | 16-25, 25-21, 25-16, 25-23 |

### Classifica
| Pos | Squadra   | Pt | G | V | P | SV | SP | Ratio | PF  | PS  | Ratio |
| --- | --------- | -- | - | - | - | -- | -- | ----- | --- | --- | ----- |
| 1.  | Argentina | 9  | 3 | 3 | 0 | 9  | 1  | 9,000 | 242 | 198 | 1,222 |
| 2.  | Colombia  | 6  | 3 | 2 | 1 | 7  | 3  | 2,333 | 238 | 196 | 1,214 |
| 3.  | Venezuela | 3  | 3 | 1 | 2 | 3  | 6  | 0,500 | 188 | 216 | 0,870 |
| 4.  | Perù      | 0  | 3 | 0 | 3 | 0  | 9  | 0,000 | 168 | 226 | 0,743 |

## Classifica finale
| Pos | Squadra   | Qualificazione               |
| --- | --------- | ---------------------------- |
|     | Argentina | Giochi della XXXII Olimpiade |
|     | Colombia  |                              |
|     | Venezuela |                              |
| 4   | Perù      |                              |